# Francisco Andrada de Paiva
Francisco Andrada de Paiva (Lisbona, 1540 – 1614) è stato uno scrittore portoghese.

## Biografia
Fratello del teologo Diogo Andrada de Paiva e di Thomé Andrada de Paiva e padre del letterato Diogo Andrada de Paiva, fu autore del poema O primeiro cerco de Diu  (1589), in venti canti e in ottave, incentrato sull'assedio di Diu, e della Chrónica de D. João III (1613), che dedicò a Filippo III.
Per la sua preparazione e la sua cultura è stato nominato cronista del regno e sovraintendente della Torre do Tombo.